# 김서하 (아역 배우)

## 드라마
- 2023년 DISNEY+ 오리지널 시리즈 《한강》 준이 역
- 2023년 MBC 금토드라마 《연인 파트2》 원손 역
- 2023년 DISNEY+ 《the lost boys》 NCT127 마크 아역
- 2023년 MBC 금토드라마 《조선변호사》 순복이 역
- 2023년 SBS 금토드라마 《소방서 옆 경찰서 옆 그리고 국과수》 안준서
- 2024년 KBS1 저녁 일일연속극 《결혼하자 맹꽁아!》 ... 어린 구건 / 구단수 역 (박상남 아역)

## 뮤직비디오
- 슈퍼주니어 11집 《celebrate》 동해 아역

## 광고
- paradise city hotel
- 대교 눈높이
- 종근당 락토핏
- 삼성 비스포크 인덕션
- LG 코드제로
- 멀티비타민 Alive
- 마켓컬리
- 아동학대 예방 캠페인
- 우유자조금 협회
- 한국 국토 정보공사(LX)
- P4G 서울정상회의